# Atle Pettersen
Atle Pettersen, född 5 september 1989 i Skien, är en norsk sångare, låtskrivare och huvudsångare i bandet The Scheen. 2003 deltog han i Melodi Grand Prix Junior med låten "Hekta på brett", skriven av honom själv. Han framförde låten tillsammans med Stine. 2006 deltog han i Kjempesjansen på NRK.
2010 deltog Pettersen i norska X Factor på TV 2. Där slutade han på en andraplats efter vinnaren Hans Bollandsås.